# Acuerdo Venizelos-Tittoni
El Acuerdo Venizelos-Tittoni fue un pacto secreto y no vinculante que alcanzaron el primer ministro griego, Eleftherios Venizelos, y el ministro de Relaciones Exteriores italiano, Tommaso Tittoni, en julio de 1919, durante la Conferencia de Paz de París.

## Contenido
El acuerdo tenía por objeto conciliar las aspiraciones territoriales de Italia y Grecia y consistió en lo siguiente:
- Grecia se comprometió a apoyar las reclamaciones italianas sobre Valona y el establecimiento de un protectorado italiano sobre Albania.[1] En Asia Menor, Grecia apoyaría las reclamaciones italianas sobre los sanjacados de Aydın y Menteşe, que en el momento del acuerdo aún no habían sido conquistados por el ejército griego. La linde entre las zonas de influencia griega e italiana se fijó en el valle del Meandro. Grecia también proporcionaría a Italia una zona franca en el puerto de Esmirna (entonces bajo ocupación griega).

- Italia, por su parte, se comprometió a apoyar las reivindicaciones territoriales griegas sobre el norte de Epiro y a entregar el Dodecaneso a Grecia, con la excepción de la isla de Rodas. Esta última permanecería en posesión de Italia hasta que el Reino Unido cediera Chipre a Grecia. Entonces, se celebraría un referéndum sobre la integración de Rodas en Grecia.

## Acontecimientos posteriores
Venizelos reveló el acuerdo a la Junta Suprema de Guerra en enero de 1920. La posición de Italia cambió en julio de 1920, cuando el nuevo ministro de Asuntos Exteriores de Italia, Carlo Sforza, rescindió el acuerdo mediante el despacho de una nota secreta al Gobierno griego. La revocación formal se verificó en agosto de 1922.